# Radioactive (canción de Marina and the Diamonds)
«Radioactive» —en español: «Radioactiva»— es una canción interpretada por la cantautora británica Marina and the Diamonds, incluida en la edición de lujo de su segundo álbum de estudio Electra Heart, de 2012. Marina escribió la pista junto a Fabian Lenssen, Chuckie y el dúo Stargate, mientras que estos últimos cuatro se encargaron de la producción. 679 Artists y Atlantic Records, la publicaron por primera vez el 23 de septiembre de 2011 en Australia; mientras que siete días después, la incluyeron en un EP junto a seis remezclas, de forma exclusiva en el Reino Unido e Irlanda.
En general, obtuvo críticas positivas que aludieron el cambio de estilos de la intérprete. Comercialmente, logró el número treinta y siete en Irlanda y el veinticinco en el Reino Unido, respectivamente. Casper Balslev se encargó de dirigir su videoclip, que se estrenó el 22 de agosto. También se incluyó en los repertorio de sus giras musicales The Lonely Hearts Club Tour (2012-13) y The Neon Nature Tour (2015).

## Composición y publicación
«Radioactive» fue escrita por Marina, Mikkel S. Eriksen, Tor Erik Hermansen, Fabian Lenssen y Chuckie, mientras que su producción se quedó a cargo de estos dos últimos, y de Eriksen y Hermansen bajo el nombre de Stargate. Marina comenzó a trabajar en su segundo álbum de estudio durante la última etapa de su gira The Family Jewels Tour; el producto final se convirtió en Electra Heart, que describió como un «vehículo para retratar el sueño americano con elementos de la tragedia griega». La intérprete escribió el tema en Nueva York; sobre ello comentó que «introducida a una nueva vida nocturna brillante, me enamoré de Nueva York; que tiene esa magia y energía blanca que ninguna otra ciudad en el mundo tiene. Me sentí feliz y [me] inspiré para escribir una canción ligera y eufórica, [con] un estilo más ágil». «Radioactive» es una canción de ritmos eurodance; que marca un estilo diferente al primer álbum de Diamandis, The Family Jewels (2010), además de poseer ciertas similitudes con trabajos de la cantante barbadense Rihanna.
Los sellos discográficos de la cantante, 679 Artists y Atlantic Records, publicaron por primera vez «Radioactive» el 23 de septiembre de 2011 en Australia, de forma exclusiva para iTunes. Siete días después, estrenaron la canción en un EP junto a seis remezclas en el Reino Unido e Irlanda.

## Críticas
«Radioactive» contó con opiniones positivas por parte de los críticos musicales. El editor Robert Copsey de Digital Spy le dio cuatro estrellas de cinco y destacó aspectos de la canción como su «radio-amistoso, sintetizador cargado, y el coro profundamente hipnótico». El blog de música Popjustice la nombró la «canción del día» el 22 de agosto de 2011, y comentó que lo «que nos gusta más acerca de "Radioactive" es que suena un poco como un montón de cosas que hay en las listas de éxitos, pero demuestra que no tienes que actuar como un total idiota cantando una mierda de nada con el fin de lanzarlo». Jim Hiscox del tabloide británico Daily Star describió a la pista como «más acción en la pista de baile», y dijo que Marina «suena de repente [como] una estrella pop completamente correcta».
En su revisión para MTV Buzzworthy, Bradley Stern opinó que «puede latir como uno de los últimos éxitos del club de Rihanna, pero, el lirismo siniestro y [las] acrobacias vocales están estrictamente dentro de su zona de confort, lo que demuestra que este diamante acaba de encontrar más de una manera de brillar». Damien Ryan de So So Gay calificó a la canción con cuatro estrellas y media de cinco, y expresó que «es como ninguna otra cosa que hemos escuchado de Marina, pero se las arregla para sonar claramente ella». Sobre la producción dijo que «es casi revolucionaria, sin embargo, es muy probable que sólo [sea] un sobrante de sesiones de estudio de Stargate con Rihanna». Finalmente, Gareth O'Malley de DIY dio siete puntos, concluyendo que «es una buena canción pop, sí, y un mejor sencillo; pero definitivamente puede hacerlo mejor».

## Promoción
El videoclip para «Radioactive» fue dirigido por Casper Balslev; y estrenado el 22 de agosto de 2011, como la segunda parte de la campaña de publicación de once vídeos titulada Electra Heart: The Archetypes. El vídeo se centra en Marina y su interés romántico recorriendo los Estados Unidos. En las primeras escenas se ve a la pareja empacando sus maletas y a la cantante poniéndose una peluca rubia. Después de esto, se muestra como ambos destruyen su habitación de motel y compran alimentos en un supermercado. Las escenas finales muestran a Marina bailando en las calles y a la pareja en un desierto. Becky Bain de Idolator comparó la temática del videoclip con la historia de Bonnie y Clyde y de Mickey y Mallory, y bromeó con que la intérprete parecía «una Kesha a la fuga».
Con el fin de promocionar la canción, Marina presentó «Radioactive» en su giras musicales The Lonely Hearts Club Tour (2012-13), y The Neon Nature Tour, de 2015.

## Lista de canciones
- Descarga digital

| «Radioactive» |               |          |  |
| N.º           | Título        | Duración |  |
| 1.            | «Radioactive» | 3:46     |  |

| «Radioactive» — EP |                                         |          |  |
| N.º                | Título                                  | Duración |  |
| 1.                 | «Radioactive»                           | 3:46     |  |
| 2.                 | «Radioactive» (Tom Staar Remix)         | 5:20     |  |
| 3.                 | «Radioactive» (Chuckie Big House Mix)   | 6:00     |  |
| 4.                 | «Radioactive» (How to Dress Well Remix) | 5:12     |  |
| 5.                 | «Radioactive» (Captain Cuts Remix)      | 4:06     |  |
| 6.                 | «Radioactive» (Acoustic)                | 3:30     |  |
| 7.                 | «Radioactive» (Extended Edit)           | 4:43     |  |

## Posicionamiento en listas

### Semanales
| País (Lista 2011) | Mejor posición |
| ----------------- | -------------- |
| Irlanda           | 37             |
| Escocia           | 25             |
| Reino Unido       | 25             |

## Historial de lanzamientos
| País        | Fecha                    | Formato          | Discográfica                 | Ref.  |
| ----------- | ------------------------ | ---------------- | ---------------------------- | ----- |
| Australia   | 23 de septiembre de 2011 | Descarga digital | Warner Music Group           | [ 2 ] |
| Reino Unido | 30 de septiembre de 2011 | Descarga digital | 679 Artists Atlantic Records | [ 3 ] |
| Irlanda     | 30 de septiembre de 2011 | Descarga digital | 679 Artists Atlantic Records | [ 4 ] |